# Cathédrale Sainte-Marie de Windhoek
Cette  cathédrale n’est pas la seule cathédrale Sainte-Marie.
La cathédrale Sainte-Marie (en afrikaans : Sint Maria Katedraal, en allemand : Sankt Marien-Kathedrale) est le principal sanctuaire catholique de la ville de Windhoek, la capitale de la Namibie. Elle est l'église-mère de l'archidiocèse de Windhoek.

## Description
Construite entre 1906 et 1908, elle présente une architecture néo-romane. La façade intègre un porche précédé de trois arcades en plein cintre, surmontée d'une arcature et d'un triplet. Elle est flanquée de deux tours jumelles quadrangulaires s'élevant sur quatre niveaux et couronnées par des flèches peintes en blanc. Deux oculi et des baies géminées comportant des abat-sons sont ménagées dans chacune des deux tours.